# 962
سنة 962 م كانت سنة بسيطة تبدأ يوم الأربعاء (الرابط يظهر نموذج التقويم الكامل للسنة) من التقويم اليولياني.

## مواليد
- إدوارد الشهيد
- ابن الفرضي

## وفيات
- ابن قانع.
- أردونيو الرابع ملك ليون.
- إندولف.